# Municipio de Villa de la Paz
El municipio de Villa de la Paz es uno de los 59 municipios que constituyen el estado mexicano de San Luis Potosí. Se encuentra localizado al norte del estado y aproximadamente a 201 kilómetros de la ciudad de San Luis Potosí. El nombre del municipio se debe a la mina la Paz, explotada en 1870.

## Descripción geográfica

### Ubicación
Villa de la Paz se localiza al norte del estado entre las coordenadas geográficas 23° 41’ de latitud norte, y 100° 42’ de longitud oeste; a una altitud promedio de 1800 metros sobre el nivel del mar.
Limita al norte con los municipios de Catorce, Cedral y Matehuala; al este con el municipio de Matehuala; al sur con los municipios de Matehuala, municipio de Villa de Guadalupe y Catorce; al oeste con el municipio de Catorce.

### Orografía e hidrografía
Debido a su ubicación entre la Sierra del Catorce, posee un territorio montañoso y abrupto. Sus principales elevaciones son El Fraile (2,500 m s. n. m.), La Cobriza (2,450 m s. n. m.), Las Águilas (2,300 m s. n. m.), Dolores (2,300 m s. n. m.), El Muerto (2,100 m s. n. m.) y Las Amapolas (1,900 m s. n. m.). Sus suelos se formaron en la era Mesozoica, y su uso principalmente es ganadero, forestal y agrícola. El municipio pertenece a la región hidrológica El Salado. No posee ríos o corrientes hidrológicas de importancia; sus recursos hidrológicos son proporcionados principalmente por los arroyos el Mármol, La Boca, Cajón de los Nopales, Castorenas, San Miguel y Las Pilas; así como manantiales importantes y algunos mantos acuíferos.

### Clima
Al este presenta seco templado; al centro encontramos semiseco templado; y al occidente semi frío sub húmedo, y no posee cambio térmico invernal bien definido. La temperatura media anual es de 18 °C, la máxima se registra en el mes de junio (28 °C) y la mínima se registra en enero (3 °C). El régimen de lluvias se registra en el verano, contando con una precipitación media de 486 milímetros.

## Historia
En enero de 1770 Sebastián de Ichaurrandieta hizo del conocimiento de las autoridades el descubrimiento de una mina a la que le llamó Nuestra Señora de La Paz, que destacó entre las minas de la zona por la calidad de su material.
Casi cien años después, en 1864 se crea la Negociación Minera Santa María de La Paz y Anexas, que conservó la fama de la calidad del mineral extraído y debido a ello, la empresa colocó su propia rama de ferrocarril que llegó por primera vez a la zona el 4 de noviembre de 1892. Ello trajo consigo un aumento en la población local y en 1921 fue considerada con la categoría política de Villa.

## Demografía
La población total del municipio de Villa de la Paz es de 5298 habitantes, lo que representa un decrecimiento promedio de -0.10 % anual en el período 2010-2020 sobre la base de los 5350 habitantes registrados en el censo anterior. Al año 2020 la densidad del municipio era de 36,83 hab/km².
| Gráfica de evolución demográfica de Municipio de Villa de la Paz entre 2000 y 2020 |
|                                                                                    |
| Fuente: Instituto Nacional de Estadística Geografía e Informática                  |

En el año 2010 estaba clasificado como un municipio de grado muy bajo de vulnerabilidad social, con el 7.67% de su población en estado de pobreza extrema.
La población del municipio está mayoritariamente alfabetizada (8.69% de personas analfabetas al año 2010), con un grado de escolarización en torno de los 7.5 años. Solo el 0.13% de la población se reconoce como indígena.
El 97.57% de la población profesa la religión católica. El 1.20% adhiere a las iglesias Protestantes, Evangélicas y Bíblicas.

### Localidades
Según el censo de 2010, la población del municipio se distribuía entre 13 localidades, de las cuales 12 eran pequeños núcleos urbanos de menos de 500 habitantes.
Las localidades con mayor número de habitantes y su evolución poblacional son:
| Localidad                          | Población 2010 | Población 2020 |
| Total Municipio                    | 5350           | 5298           |
| Buenavista                         | 334            | 279            |
| La Boca                            | 450            | 466            |
| Limones                            | 298            | 290            |
| Villa de la Paz Cabecera municipal | 3734           | 3701           |

## Educación y salud
En 2010, el municipio contaba con escuelas preescolares, primarias, secundarias y una escuela de educación media (bachillerato). Contaba con 2 unidades destinadas a la atención de la salud, con un total de 2 personas como personal médico.

El 26.3% de la población, (1582 personas), no habían completado la educación básica, carencia social conocida como rezago educativo. El 9.2%, (556 personas), carecían de acceso a servicios de salud.

## Economía
Según los datos relevados en 2010, la minería, (378 personas); las industrias manufactureras, (353 personas); y el comercio al por menor, (205 personas) eran los sectores que concentraban la actividad de la mayor parte de las 1949 personas que ese año formaban la población económicamente activa del municipio.
Según el número de unidades activas relevadas en 2019, los sectores más dinámicos son el comercio minorista, la elaboración de productos manufacturados y, en menor medida, la prestación de servicios de alojamiento temporal y de preparación de alimentos y bebidas.

## Sitios de interés
- Cerro del Fraile.
- Antigua Hacienda La Boca.
- Iglesia de la Virgen de La Paz.
- Zona Tiros de Mina.
- Hotel Nueva Paz.
- Museo de arte San Francisco de Asís.
- Biblioteca León Felipe.
- El centenario y el antiguo hospital.

### Fiestas
Fiestas civiles
- Aniversario de la Independencia de México: 16 de septiembre.
- Aniversario de la Revolución mexicana: El 20 de noviembre.

Fiestas religiosas
- Semana Santa: jueves y viernes Santos.
- Día de la Santa Cruz: 3 de mayo.
- Fiesta en honor de la Virgen de Guadalupe: del 2 al 12 de diciembre.
- Día de Muertos: 2 de noviembre.
- Fiesta patronal en honor de la Virgen de La Paz: del 16 al 24 de enero.
- Fiesta de San Francisco de Asís: 4 de octubre.

## Gobierno
Su forma de gobierno es democrática y depende del gobierno estatal y federal; se realizan elecciones cada 3 años, en donde se elige al presidente municipal y su gabinete. El actual presidente es Jorge Armando Torres Martínez (EL JICAMA).

### Presidentes municipales
| Nombre                  | Período                      |
| ----------------------- | ---------------------------- |
| J.Jesus Moralez         | 1921-1922                    |
| Manuel Nava R           | 1923-1924                    |
| Francisco Reyna         | 1925-1926                    |
| Darío Rangel            | 1927-1928                    |
| Epifanio Berrones       | 1929-1930                    |
| Florencio Acosta        | 1931-1932                    |
| Francisco Zamarripa     | 1933-1934                    |
| Florencio Acosta        | 1935-1936                    |
| Pablo Rodríguez         | 1937-1938                    |
| Daniel Zamarripa        | 1939-1940                    |
| Ignacio Carmona         | 1941-1942                    |
| José Castillo           | 1943-1944                    |
| Pedro Torres            | 1945-1946                    |
| Esteban Obregón         | 1947-1949 Periodo de 3 años. |
| Crispín López           | 1950-1952                    |
| Pedro Torres            | 1953-1955                    |
| J. Jesús Ávila López    | 1956-1958                    |
| Eulalio Granados M.     | 1959-1961                    |
| Epifanio Vázquez F.     | 1962-1964                    |
| J. Cleofás Obregón C.   | 1965-1967                    |
| Pedro Obregón Chávez    | 1968-1970                    |
| J. Reyes Rangel Careaga | 1971-1973                    |
| Francisco Magaña C.     | 1974-1976                    |